# 水越かおる
水越 かおる（みずこし かおる、1962年1月30日 - ）は、IBC岩手放送のアナウンサー。神奈川県相模原市出身。（アナウンス部専任部長）

## 経歴・人物
中学校時代の恩師から「その丸い顔を生かして」と勧められたのがきっかけでアナウンサーを志す。神奈川県立相模原高等学校、 中央大学（在学時アナウンサー研究会に所属）卒業後、1984年にIBC入社。
ラジオ番組への出演が中心で、「ワイドステーション」では大塚富夫とのコンビを長く続けている。テレビ番組出演は現在「岩手日報IBCニュース」「いわてホットライン」程度であるが、入社当時には「ザ・ベストテン」の『追っかけウーマン』も経験している（チェッカーズの中継など）。
局の公式サイト発足以来、アナウンサーブログを一度も記入したことがなく、2024年現在も経歴紹介のみとなっている。

## 現在の担当番組
- 岩手日報IBCニュース
- 水越かおるのすっぴん土曜日（土9:00～11:00・11:40～13:00）
- ワイドステーション（木曜日、2012年10月からは水・木担当）
- ハミングカフェ（制作も兼務）
- NEXCOハイウェイナビ（毎週月曜「朝からRADIO」内9:55～10:00、毎週土曜「すっぴん土曜日」内11:51～11:56）

## 過去の担当番組
- ワイド145[1]
- ワイドステーション（水曜日・「岩手・大分ホットライン」含む）
- ハッピートークさわやかさん新婚さん[1]
- QJタイム[1]
- IBC TOP40
- おはよう朝一番
- でんでんリクリク大放送[1]
- どんピシャ8時パラボラザウルス（テレビ）